# ¡Mucha lucha!
¡Mucha lucha! es una serie animada estadounidense producida por Warner Bros. Animation y Bardel Entertainment que fue estrenada en Cartoon Network, el 17 de agosto de 2002 y finalizada en 26 de febrero de 2005. La serie en español se emitía por la señal Cartoon Network. Es una de las primeras series animadas hechas con Macromedia Flash. La serie se estrenó a las 8:30 p. m. ET/PT tiempo el 17 de agosto de 2002 en Cartoon Network en los Estados Unidos.
Debido a que esta serie está relacionada con el Spanglish se pueden ver en varias escenas, títulos de episodios y lenguaje en español además de contener varias tradiciones y lugares de California y Toronto. Fue usado el doblaje mexicano en todo el mundo hispanohablante, incluyendo España, debido a que la trama se desarrolla en México y los personajes son mexicanos.
El opening de la serie es «¡Mucha lucha!», interpretada por el grupo de cumbia y rock mexicano Los Chicos del Barrio (debido a la adquisición de la disquera MCM (propiedad de Peerless), por Time Warner), lo que la convierte en la primera canción, completamente en español, para una serie de Cartoon Network.

## Argumento
La trama se centra en Rikochet, Buena Niña y La Pulga —mejor conocidos como "Las Tres Mascaritas"— tres estudiantes de lucha libre, que viven en una ciudad donde todo está relacionado con la lucha libre y otros eventos pugilísticos. En su camino por aprender, ellos vivirán grandes aventuras y pelearán por "honor, familia, tradición y donas".
Además de conocer a personajes únicos, villanos, amigos y demás que los acompañaran a lo largo de la serie en sus aventuras y desventuras, no importando que tan difícil sea la misión, tarea o lo que haya que hacer ellos lo lograrán.

## Personajes

### Principales
- Rikochet: Es un preadolescente aventurero de 10 años de edad quién ama la lucha libre. Estudia en la Escuela Internacional de Lucha Libre y está muy orgulloso de ello, donde convive con sus dos mejores amigos: Buena Niña y La Pulga. Rikochet es uno de los más grandes luchadores de la lucha libre y es considerado como Luchador Supremo en entrenamiento, porque su padre es un famoso luchador que viaja por todo el mundo. Tiene un gran aprecio a su abuelo materno y constantemente sigue sus consejos, a pesar de que no siempre sean los mejores. En la mayor parte de los episodios aprende una lección de sus errores, tales como mantener su cuarto limpio, no mentir, tener más cuidado con su máscara, no falsificar movimientos personales, amar a su familia, entre otros. Su movimiento personal es la llamada: Bola Pulverizadora en ocasiones llamada también como Bola de Pinball.
- Buena Niña: Es una preadolescente de 9 años de edad, estudiosa y relajada. Buena Niña siempre obedece las reglas del Código de la Lucha Enmascarada e incluso suele llevar el libro con ella la mayoría del tiempo, ella muy a menudo añade la palabra "bueno" o "buena" cuando habla. Se cree que está enamorada de su mejor amigo Rikochet. A diferencia de su amigo, La Pulga, Buena Niña odia la suciedad, por lo que siempre critica la falta de higiene de su amigo La Pulga. Es descendiente de las "Golpeazonias". Sus padres son muy alegres y de cierta forma perfectos lo que lleva a temer a La Pulga y Rikochet de ellos, tienen un programa de ventas en la televisión. Buena Niña tiene una especie de "gemela" que es luchadora en patines llamada "Rollerlita", por la cual se la confundió en una ocasión, pero a diferencia de ella, es ruda y no usa máscara. En vez de eso, utiliza un casco el cual se lo quita sin problema de revelar su rostro. Su movimiento personal preferido es Buena Bulldozer de la Verdad.
- La Pulga: Es un preadolescente de 8 años de edad, descerebrado y antihigiénico, aunque también tiene una actitud noble y amable con sus amigos Rikochet y Buena Niña. La Pulga tiene una particular característica que es hablar siempre en tercera persona, al igual que sus padres que se llaman a sí mismos "Papá Pulga" y "Mamá Pulga". Su mayor temor es el jabón líquido, bañarse, la alimentación sana y el hecho de no poder luchar por sí mismo sin Rikochet, aunque al momento de enfrentar sus demonios personales consigue superar ese miedo. Como su madre ha dicho que se baña una vez cada tres meses, pero una vez limpio prosigue a ensuciarse voluntariamente de nuevo. Se ha visto en más de un episodio que el verdadero color de su traje es blanco. Tiene una hermana menor que se llama "La Pulguita". Ama las donas y constantemente habla de ellas, lo que viene de familia ya que sus padres tienen un puesto en donde venden donas el cual debió manejar por un tiempo limitado. Tiene varias técnicas de lucha, todas ellas tienen que ver con suciedad.

### Secundarios
- Máscara-Can: Es la mascota de Rikochet y su mejor amigo. Es un perro que teme tomar un baño e ir al veterinario, por lo que Rikochet y sus amigos deben estar permanentemente persiguiéndolo contra él en intento de atraparlo, para conseguir lo que quieren a la fuerza. Al parecer tiene una vida oculta y es más listo de lo que parece, ya que muchos personajes lo conocen incluyendo a la hermana de La Pulga y al profesor, quienes siempre lo saludan chocando los nudillos de arriba abajo. Como su nombre indica, es un perro enmascarado, aunque en una ocasión los Velludos de la Academia se la quitan para que sea un perro agresivo como ellos.
- La Pulguita: Es la hermana menor de La Pulga y quiere mucho a su hermano mayor. Es apenas un bebé, pero aún así es más talentosa, valiente y fuerte que la misma Pulga, y a pesar de que al principio ocultaba su don dejándole con el crédito de sus pequeñas hazañas a La Pulga, quien nunca descubrió que ella había sido, como derrotar al excusado maléfico, después en el ring frente a todos salva a su hermano y es adorada por todos.
- El Rey de Dolor Súper Lucha Destructor 3004: Es una figura de plástico con vida de Rikochet basado en el máximo luchador del pueblo donde viven "El Rey". Permanece en la mochila o en el cuarto de Rikochet, y en varias ocasiones ha afirmado que su único mejor amigo es él aunque nadie lo sabe.
- El Rey de Dolor: Es el verdadero Rey y un famoso luchador en el universo de Mucha Lucha. Su voz es igual al muñeco, pero en personalidad, difiere mucho. Cuando Rikochet le presenta al El Rey (el muñeco de plástico), quedó impresionado pensando que era un ventrílocuo. Su técnica es Coronación.
- Frijolito: Es un luchador en forma de frijol verde, muy tierno y simpático y siempre dice su nombre (en realidad, es lo único que dice, aunque en un episodio al final dice Nabo-Nabo). Tiene gran habilidad en la computación, ya que en un episodio en donde todos los luchadores juegan un videojuego en internet nadie consigue derrotarlo, allí se es llamado "nabo-nabo", y en realidad nadie conoce su identidad. Tampoco se le ha visto utilizar algún movimiento de lucha personal.
- Minotauro: Es un luchador cuya máscara tiene cuernos haciendo sus movimientos como los de un toro. Es muy rudo y presumido pero un buen amigo. Vive en una mansión con mayordomos, ya que es millonario.
- Coco Demente: Un luchador disfrazado de payaso, pero que en vez de luchar le hace payasadas a su oponente para hacer reír a sus compañeros. En un principio, era un simple payaso de circo que solía molestar mucho a la gente, pero una vez destruyó un orfanato con un pastelazo y decidió retirarse y volverse un luchador profesional. Según unos payasos con los cuales trabajaba, él era huérfano y ellos lo adoptaron, pero se ha demostrado más adelante que tenía un padre el cual no quería que hiciera más bromas en el ring. En un episodio estuvo en una clase para luchadores agresivos. Al igual que Carita Feliz, no habla.
- El Gundamo: Un luchador de origen japonés. Era un cobarde al combatir monstruos, pero gracias a Rikochet, Buena Niña y La Pulga hizo que se volviera mucho más valiente. Ama la tecnología y los robots.
- Sonic Sumo: También originario de Japón, es un sumo que viste con tecnología japonesa y la usa en el combate.
- Carita Feliz: Un mimo luchador que usa objetos imaginarios para luchar. Nunca habla porque es un mimo. Sin embargo, en el episodio "El Nuevo Carita feliz", habla por primera vez, aunque al hacerlo comienza a decir frases tan largas explicando los ataques que lanzará que termina siendo derrotado rotundamente.
- Megawatt: Un luchador que usa La Electricidad como ataque en el ring. Su máscara en realidad es un casco con bombilla que se prende y se apaga cuando él lo desee. Es el mejor amigo de Electricidad.
- Cindy Golpes: Una chica ruda que descarga su rudeza en el ring y que con sus compañeros siempre gruñe. En el episodio "Te Reto a Luchar", habla con Las Tres Mascaritas.
- Penny Plutonio: Una chica inteligente que hace grandes inventos en la lucha. Usa su cerebro e inteligencia para vencer al oponente. Es posible que sienta cierta atracción por Rikochet, ya que en uno de los episodios de la serie, cuando Las Tres Mascaritas entran en su mente, su figura es distorsionada según como Penny los ve y Rikochet es visto como un bien fornido y alto obrero de construcción, además de que en otro episodio lo besó. En ese mismo episodio, se puede ver que a Buena Niña la toma como un perro chihuahua molesto y a La Pulga como un mono con platillos, tal como una burla a ellos.
- Cero Kelvin: Luchador esquimal que adora el frío y no le gusta el calor. Usa movimientos sobre el frío. Vive en un iglú y apareció en el episodio "Hot hot hot" cuando robaron su casa. Odia a Pier del Fuego como al fuego.
- Pier del Fuego: Todo lo contrario a Cero Kelvin, es un luchador que adora el calor y no le gusta el frío, por lo que usa movimientos de fuego. Se demostró que le gusta el calor en el episodio "Hot hot hot". Es rival de Cero Kelvin.
- Pequeña Patata Suicida, Jr.: Un luchador gigante y bravucón. Al comienzo de la serie, metía en problemas a Rikochet, pero fue derrotado por él. Su padre, quien es igual a él, usa movimientos sobre papas.
- Doble Ninja Ninja Blanco: Luchador oriental, y cuya habilidad especial es duplicarse a sí mismo. Tiene un traje de artes marciales negro. Ayudó a encontrar a Frijolito y entró a la batalla feliz.
- Tibor el Terrible: Luchador muy rudo, tramposo y cruel que viste como pirata y trato de dominar la presidencia de la escuela, y aprendió a coser probablemente con su garfio.
- La Piñata: Luchadora que viste como una piñata dándole a Rikochet un mariachi de regalo y quien le ayudó a hacer una piñata gigante de un personaje histórico.
- El Loco Mosquito: Luchador rudo que se unió a Tibor el terrible para dominar la escuela y se unió a La Pulga en el duelo de las especies. Es muy débil, ya que siempre pierde en las batallas.
- Francisco de la Jungla: Luchador enorme que se unió a minotauro en el duelo de las especies y que fue al campamento contra los genios del mal. Se unió con El Pajar Grande y Pequeña Patata, Jr.
- El Perrito: Luchador que se unió a tibor el terrible y trato de conquistar la escuela, su comida favorita son los zapatos ricos.
- Libélula: Luchadora que se unió a La Pulga en el duelo de las especies
- La Flamenquita: Una luchadora flamenca quien hizo pareja con Rikochet en una lucha/baile, no habla pero se expresa con dos castañuelas abriéndolos y cerrándolos.
- El Pajar Grande: Otro luchador bravucón que viste como espantapájaros, usa movimientos de granja, y en el episodio donde lucha contra Rikochet en un granero siempre lo vencía con "La Multicosechadora".
- El Fundador: Fundador de la escuela, la cual creó durante un enfrentamiento usando su técnica - La Fundación.
- Don Quiquex: Fundador de almacén general de sustancias tóxicas que amenazan a la población - El Almacen.
- Sr. Yasido: Profesor de La Más Prestigiosa Escuela de Lucha Libre Internacional en el Mundo, se define como un luchador disco, ya que en los años 1970, a causa de un fotógrafo perdió la lucha más importante de su carrera y tuvo que convertirse en maestro de escuela. En una ocasión, un extraño vórtice en el tiempo lo hace regresar a 1972 para intentar ganar aquella lucha, pero Rikochet, Buena Niña y La Pulga logran evitar que cambie el pasado.
- Profesor Miocardio: Es el entrenador de los luchadores, un hombre con mucho sobrepeso que le enseña a los niños a mejorar sus técnicas en el ring.
- La Directora: Como su nombre indica, es la directora de La Más Prestigiosa Escuela de Lucha Libre Internacional en el Mundo. Posee un carácter muy estricto y disciplinado conforme al Código de la Lucha Enmascarada. Suele hablar con voz muy fuerte, aunque en ocasiones suaviza su tono para después levantar la voz de nuevo. Su mayor característica es su gran cerebro oculto bajo su máscara. En ocasiones, cuando hace mención del nombre de la escuela en voz alta, la estatua que está afuera suele taparse los oídos para evitar oír el grito de esta misma.
- Estrella Solitaria: Es el padre de Rikochet y esposo de Mamá Maníaca. Normalmente aparece en pocos episodios debido, a que siempre se encuentra de gira, pero aún así se preocupa porque su hijo sea un buen luchador profesional como él.
- Mamá Maníaca: Es la madre de Rikochet y esposa de Estrella Solitaria. Normalmente, se le ve como ama de casa, pero también es una experta luchadora. Suele ser algo estricta con Rikochet cuando lo requiere, como cuando le ordena que limpie su habitación o que bañe a Máscara-Can. Conoció a su esposo en el Lucha-Domo cuando por un accidente, ocasionado por sus primos gemelos bobos perdió su collar.
- Abuelito: Como su nombre indica, es el abuelo de Rikochet. En su juventud fue conocido como "Estrella de Fuego", ahora es un luchador retirado. Suele contarle historias de sus días como luchador a Rikochet y sus amigos, pero a la vez se queda dormido por su avanzada edad. Es el padre de Mamá Maníaca.

## Emisión internacional
| País                            | Red o canal                                                 |
| ------------------------------- | ----------------------------------------------------------- |
| Estados Unidos                  | Cartoon Network Boomerang                                   |
| Canadá                          | Teletoon Cartoon Network                                    |
| Unión de Naciones Suramericanas | Cartoon Network Tooncast                                    |
| República Dominicana            | Telecentro Canal 13                                         |
| Chile                           | Telecanal                                                   |
| España                          | Cartoon Network Cuatro Boing (España) Telecinco 2 Telecinco |
| México                          | Televisa                                                    |
| Ecuador                         | Gamavisión                                                  |
| Panamá                          | RPC                                                         |

## En otros medios
Antes de la creación de ¡Mucha Lucha!, los creadores Eddie Mort y Lili Chin trabajaron en una web animation para la página web del canal Locomotion, llamada ¡Rudo! by Night. Dicha miniserie era de una temática muy similar pero dirigida al público adulto, era una enferma historia sobre una escuela nocturna de lucha libre, que exploraba la relación distorsionada entre "el maestro" y cada uno de sus peculiares alumnos.
Los creadores de la serie también crearon una película llamada Los campeones de la Lucha libre, que a se lanzó el 18 de octubre de 2008 dedicado a la lucha libre mexicana por coproducción de TV Azteca. La trama trata de una La Luchaton; donde todos los padres se juntan y luchan en este gran torneo que se realiza en Las Vegas, mientras Rikochet, Buena niña y La Pulga organizan una fiesta a escondidas de sus padres. Pero nadie sabe que este día sucederá la alineación de todos los planetas, y regresa El Maléfico, un luchador malvado, y captura a todos los luchadores del mundo, mientras están en la luchaton. Rikochet, Buena Niña y La Pulga tendrán que ir donde El máscara de plata hijo y pedirles los objetos del valor y vencer al villano, pero el no los tiene, así que tendrán que buscarlos e ir a las Vegas a derrotar al El Maléfico, pero tiene 16 horas, cuando se cumpla ese lapso El Maléfico será invencible. Con los objetos del valor irán a Las Vegas a derrotarlo, El Maléfico se agranda y Las Tres Mascaritas también, y allí empieza una lucha, donde derrotan al El Maléfico, y liberan a los luchadores, pero descubren que el villano es Jenny Perkins una niña rubia y pequeña, quien es encerrada en el libro para siempre y todo vuelve a la normalidad.